# Nizza
Nizza (franciául: Nice, IPA: [nis]ⓘ, olaszul Nizza, görögül Nikaia) Franciaország ötödik legnagyobb városa, Provence-Alpes-Côte d’Azur régió Alpes-Maritimes megyéjének székhelye (prefektúra). Itt található Franciaország harmadik legnagyobb repülőtere, továbbá itt írták alá a nizzai szerződést, amely az Európai Unió egyik alapokmánya.
2021 óta a világörökség része.

## Fekvése
A Földközi-tenger partján található félúton Marseille és Genova között, a Francia Riviérán, közel Monacóhoz. Provence-Alpes-Côte d’Azur régióban, azonbelül Alpes-Maritimes megyében helyezkedik el.

## Éghajlata
Éghajlata mediterrán (Köppen: Csa), enyhe telekkel. A nyár meleg, száraz és napos, július-augusztusban igen kevés csapadékkal. Az évi napsütéses órák száma magas.
| Hónap                                                     | Jan. | Feb. | Már. | Ápr. | Máj. | Jún. | Júl. | Aug. | Szep. | Okt. | Nov. | Dec. | Év   |
| --------------------------------------------------------- | ---- | ---- | ---- | ---- | ---- | ---- | ---- | ---- | ----- | ---- | ---- | ---- | ---- |
| Rekord max. hőmérséklet (°C)                              | 22,5 | 25,8 | 26,1 | 26,0 | 30,3 | 36,8 | 37,0 | 37,7 | 33,9  | 29,9 | 25,4 | 22,0 | 37,7 |
| Átlagos max. hőmérséklet (°C)                             | 13,1 | 13,4 | 15,2 | 17,0 | 20,7 | 24,3 | 27,3 | 27,7 | 24,6  | 21,0 | 16,6 | 13,8 | 19,6 |
| Átlagos min. hőmérséklet (°C)                             | 5,3  | 5,9  | 7,9  | 10,2 | 14,1 | 17,5 | 20,3 | 20,5 | 17,3  | 13,7 | 9,2  | 6,3  | 12,4 |
| Rekord min. hőmérséklet (°C)                              | −7,2 | −5,8 | −5,0 | 2,9  | 3,7  | 8,1  | 11,7 | 11,4 | 7,6   | 4,2  | 0,1  | −2,7 | −7,2 |
| Átl. csapadékmennyiség (mm)                               | 69   | 45   | 39   | 69   | 45   | 34   | 12   | 18   | 73    | 133  | 104  | 93   | 733  |
| Havi napsütéses órák száma                                | 158  | 171  | 218  | 224  | 267  | 306  | 348  | 316  | 242   | 187  | 149  | 139  | 2725 |
| Forrás: Météo-France , Infoclimat.fr (humidity 1961–1990) |      |      |      |      |      |      |      |      |       |      |      |      |      |

## Története

### Őskor, ókor

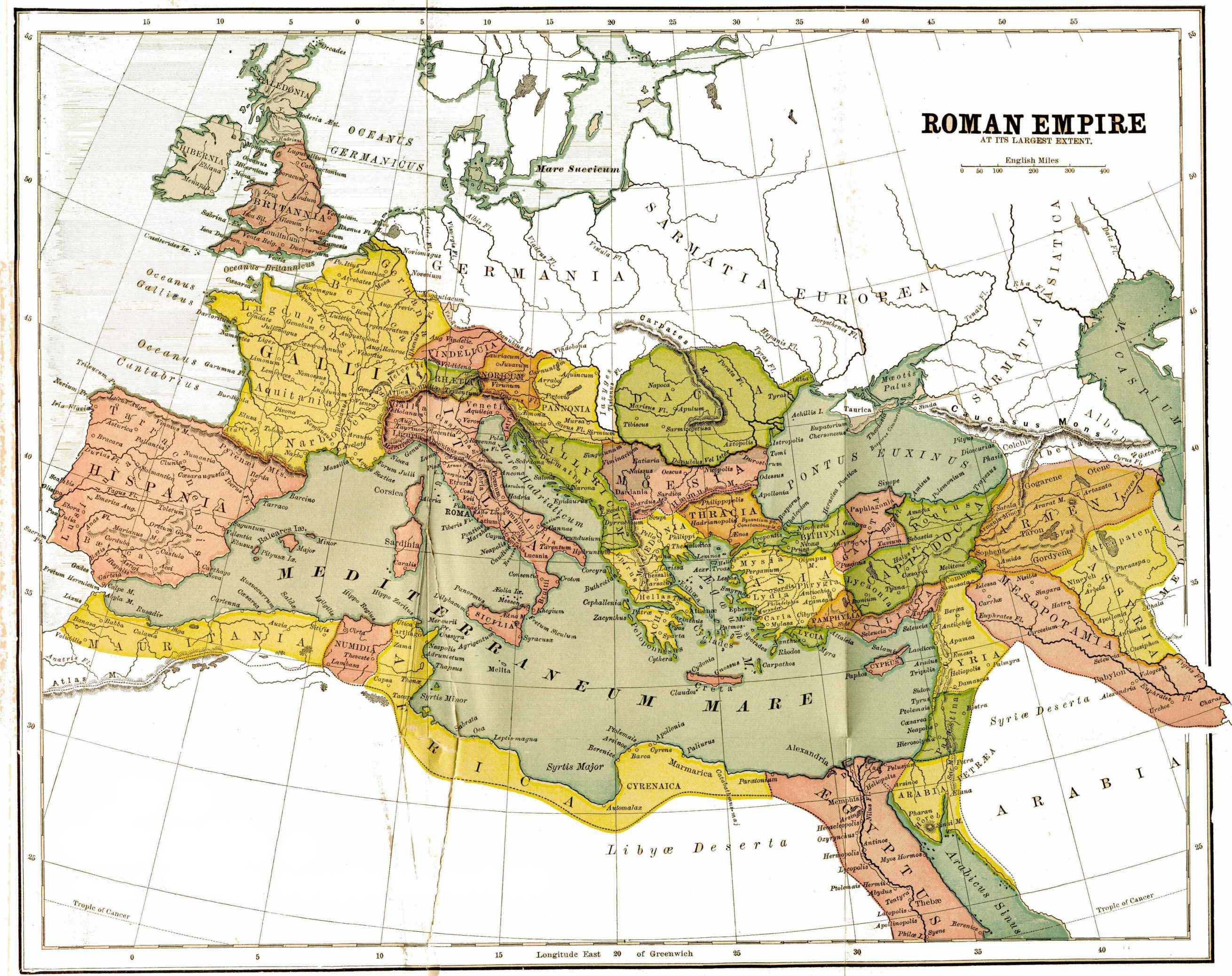
Nizza-Római Birodalom.

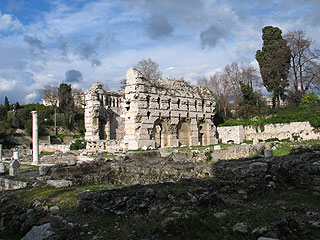
Cemenelum romjai

Nizza területén már 400 000 évvel ezelőtt a homo erectus megtelepedett. Az 1965-ben végezett ásatások számos leletet tártak fel, ezek ma a Terra Amata Múzeumban láthatóak. A 190 000–130 000 évvel ezelőtt itt élt neandervölgyi ember maradványait a várostól keletebbre fekvő Lazaret-barlangban tárták fel.
A város alapítása a Marseille környékén gyorsan szaporodó görög telepeseknek köszönhető Kr. e. 400 környékén. Kr. e. 154-ben a rómaiak elfoglalták a vidéket, miután támadást intéztek a görög Nikaia és Antipolis városok ellen Bio és Cannes települések területéről.
A rómaiak hatalmuk megerősítése érdekében Nikaia mellett egy második települést is alapítottak a mai Cimiez fennsíkján Cemenelum néven. Az ókori városnak 15 000–20 000 lakója lehetett, és regionális központként működött. A város fejlődésének virágkorát hozta el az Augustus alatt – Kr. e. 7-ben – kiépülő Via Julia Augusta római út, amely összekötötte a birodalom többi részével.
Az 5. században Cemenelum polgárai áttelepültek Nikaiába. A terület 508-tól a keleti gótokhoz tartozott, 536-tól a Frank Birodalom része lett.

### A középkor

Itáliai Királyság 774-962

Itália 1494-ben.

Nizzát 813-ban, 859 és 880-ban a szaracénok fosztották ki. Ezt követően többször próbálták megszállni a várost a muszlimok (pl: 943-ban is) azonban I. Vilmos provence-i gróf vezetésével elűzték őket. A várost a Provence-i Grófság annektálta.
1144-ben négy konzulból álló testület igazgatta a várost. 1162-ben a lakosság megtagadta a hűségesküt III. Rajmund Berengár provence-i grófnak, de 1176-ban II. Alfonz aragóniai király erőszakkal visszavette Nizzát. Alfonz halála után a város két pártra szakadt, és 1215-ben Genovához csatlakoztak. V. Rajmund Berengár provence-i gróf 1229-ben erőszakkal visszahódította Nizzát. 1295-ben II. Károly nápolyi király megalapította Villefranche-t Nizzához közel a kalóztámadások kivédése érdekében. A kereskedelem fellendülésének hatására a település lakossága az 1250-es 4000 főről 1285-re 7000-re nőtt. 1324-ben II. Károly azt is engedélyezte, hogy az állandó városi tanácsnak 40 tagja legyen. A város népessége 1340-re 13 000–13 500 főre nőtt. A fejlődést a pestis 1347-1348-ban megtörte. A lakosság fele elpusztult: 1387-ben már csak 4000–5600 ember lakott itt.
I. Johanna nápolyi királynő halála után Anjou Károly és unokatestvére Durazzói Károly is magáénak igényelte a területet. Ebben a helyzetben Jean Grimaldi az Anjouk ellen lépett fel és hatására 1388. szeptember 27-én megosztották Provence-t. A keleti részen VII. Amadé savoyai gróf vezetésével létrejött a Nizzai Grófság. 
A város számára az önálló grófság a fejlődés lehetőségét jelentette, ugyanakkor elveszítette a környék gazdasági hátterét.
1406-ban a zsidó közösséget törvényesen elismerték. 1430-tól kijelölték a zsidók lakhelyét (gettó), majd az egyház nyomására megfosztották őket korábbi jogaiktól, bal vállukon megkülönböztető jelzést kellett hordaniuk, és megtiltották számukra az uzsorás tevékenységeket. A zsinagógát bezárták és csak 1733-ban épült fel az új imaház.
1419-ben a Anjou-ház lemondott a keleti Provence felett gyakorolt hatalmáról és Nizzáról. Ugyanebben az évben, Amadé herceg Savoyát hercegi rangra emelte. 1418-ban nagybátyja halálát követően a város is a birtokába került.
Miután a Savoyai-család átvette az uralmat a város felett, a politikai helyzet stabilizálódott, bár a városban 1436-ban lázadás tört ki. A 15. század a gazdasági fejlődés időszaka. A várost fokozatosan integrálta Savoya. A beszélt nyelvjárás eltávolodott a provence-itól. A korai tizenötödik században a város új jelképe a vörös sas lett.

### 16–19. század

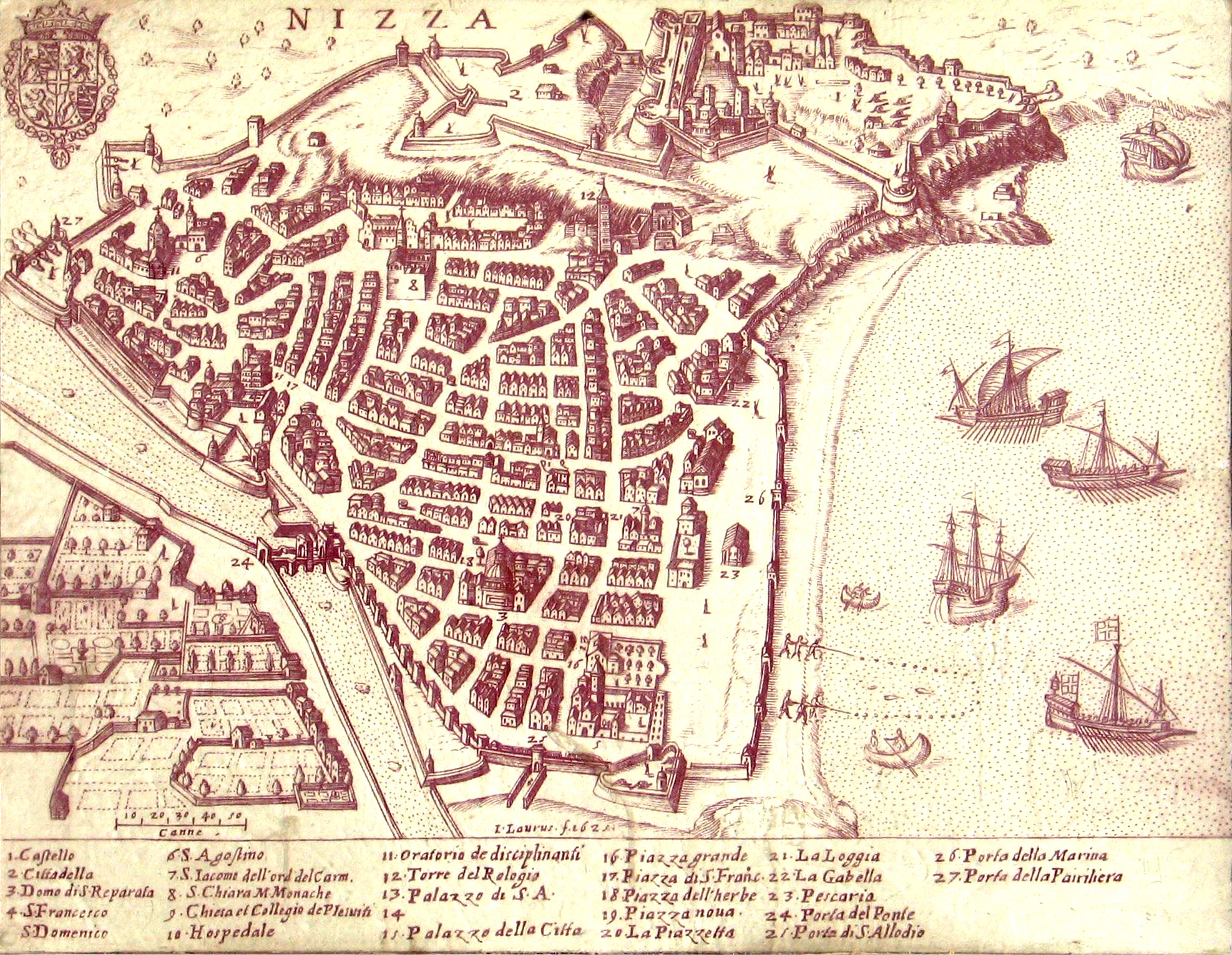
A város 1624-ben

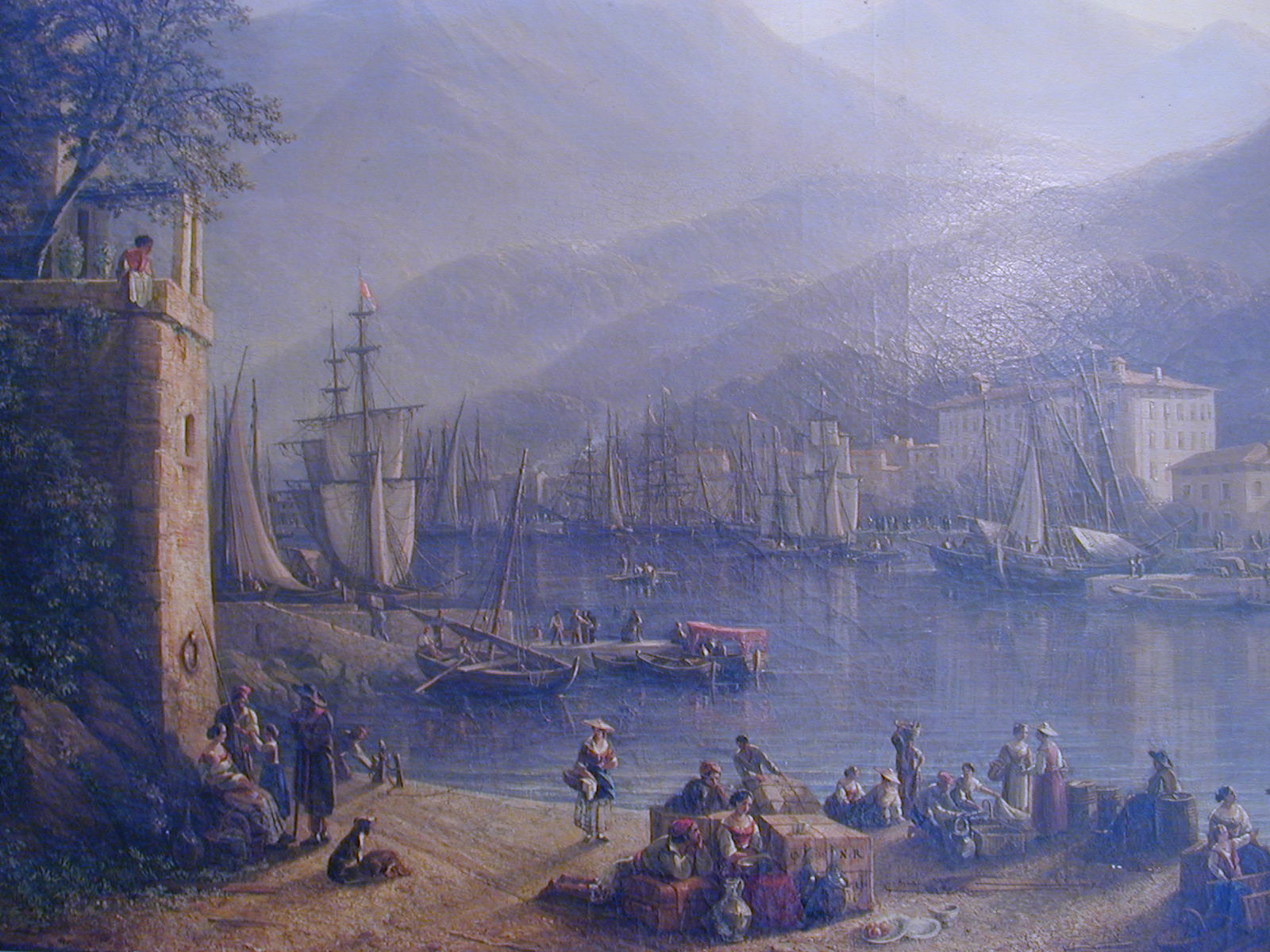
A kikötő a 18. században

Itália 1796-ban.

Itália 1843-ban

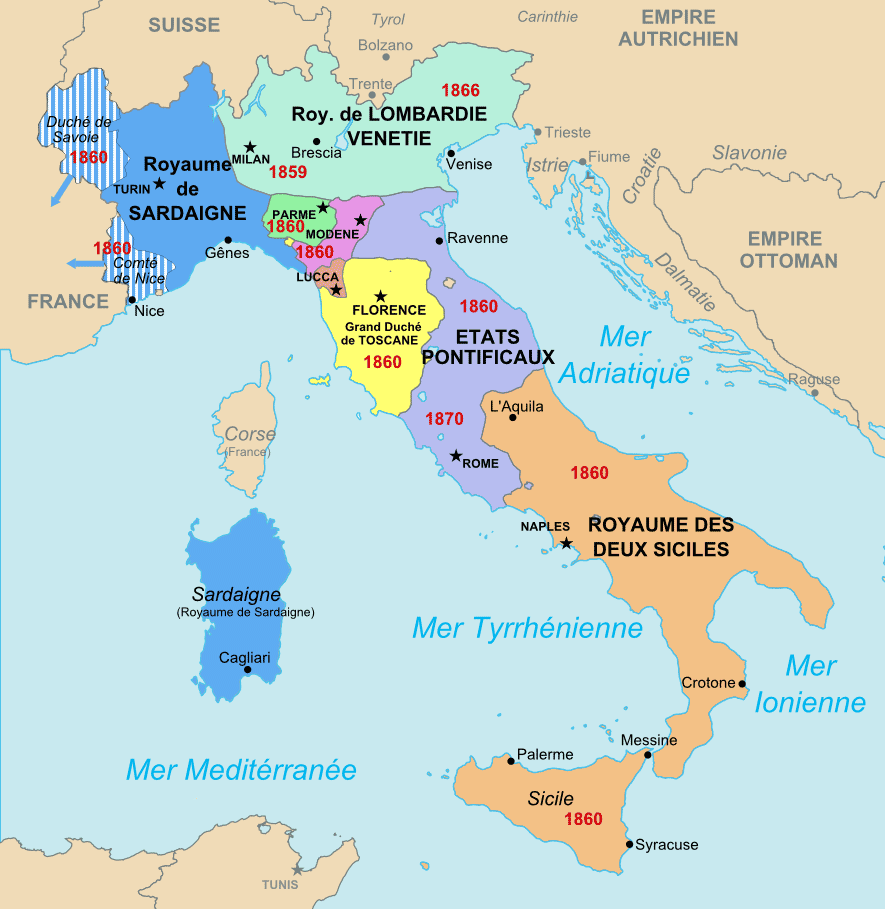
Itália 1860-ban

III. Károly savoyai herceg uralkodása alatt a város nehéz időszaka következett, különösen azért, mert I. Ferenc francia király által Itália ellen indított háborúk a várost is érintették. 1538-ban III. Pál pápa közbenjárására született meg a nizzai béke. A nizzai tárgyalás végeztével Ferenc és V. Károly német-római császár fegyverszünetet kötött, sőt a francia király még szabad átvonulást is engedélyezett ellenfelének, hogy az leverhessen egy genti lázadást.
Hajreddin Barbarossa 1543-ban a Földközi-tenger nyugati részébe indult, hogy megsegítse a franciákat, akik akkor a törökök szövetségesei voltak. 210 hajó és a 14 000 katonával együtt mintegy harmincezer ember állt a rendelkezésére. Útközben, a Messinai-szoroson is átkelt, elfoglalta Reggio Calabriát. Barbarossa kifosztott néhány spanyol és olasz szigetet, fenyegette Rómát, aztán Nizzát ostromolta meg. 1543. augusztus 5-től támadta az erődöt és elfoglalta a várost a francia király számára.
A 16. század Savoya és Franciaország közötti feszültségekről szólt.
1600-ban IV. Henrik ostromolta a várost. 1601-ben Lyonban kötött béke szerint a város Savoya része maradt. 1610-ben elkészült a Torino–Nizza királyi út. 1612-ben felépült a szabad kikötő. Az építészetben is új irányzat, a barokk a jellemző. 1614-ben a szenátus létrehozta a független bíróságot.
1631-ben kitört a pestisjárvány. 1642-ben kiűzték a spanyolokat. XIV. Lajos francia király 1691-ben elfoglalta a környéket és Nizza grófja címet adományozott magának. 1693-ban Sébastien Le Prestre de Vauban katonai mérnök erősítette meg a város erődítményeit. Két évvel később a savoyai herceg házasság révén jutott ismét Nizzához. A spanyol örökösödési háborúban a francia támadások megsemmisítették az erődítményt. A város elveszítette ezzel katonai jelentőségét.
Miután II. Viktor Amadé lemondott, 1730-ban, az ő fia, III. Károly Emánuel folytatta a küzdelmet Franciaország ellen. 1744-1748 harcok folytak a város környékén is, de a város katonai erősség nélkül jelentős szerepet nem kapott a háborúban. Az erődítmények elbontásával kialakult a mai város utcahálózata és jelentősebb épületei.
A népesség növekedése folytatódott, a régi városfalakon kívül új kerületek épültek. A településnek 1718-ban 14 600, 1790-ben már 20 000 lakosa volt. A nizzai elitet ugyanakkor egyre csak Torino vonzotta, ahol a tanulmányok folytatása, a katonai, diplomáciai, kormányzati karrierépítés lehetősége várta őket.
1792-es Franciaország ellen folytatott első koalíciós háború elkerülte a várost. 1792-ben a helyhatósági választásokat követően az új franciabarát városvezetés kérte a Nemzeti Konventtől a város hovatartozásának rendezését. A Nemzeti Konvent népszavazásra kérte fel a környék 18 városát. A szavazás eredményeként hivatalosan 1793. január 31-én létrejött az Alpes-Maritimes megye, egyben Franciaország része lett Nizza is.
Napóleon innen indította csapatait Piemont meghódítására. 1800-ban rövid ideig osztrák csapatok is megszállták a területet, majd helyreállt a francia igazgatás. 1804-ben népszavazáson 3488 igen és 2 ellenszavazatot követően elismerték a Nizzai Hercegséget. Az 1814-es Párizsi béke szentesített, a helyreállított Piemontot amelynek részévé vált a Szardínia királyság. A határokat az 1760-as határok szerint rögzítették. 1859-től Franciaország támogatta a Habsburg-ellenes mozgalmakat. 1860-tól Szardínia és Piemont az egyesített Olasz Királyság részévé vált, Savoya a Francia Császársághoz került (cserébe a III. Napóleon által elfoglalt Lombardiáért). Nizza ismét Franciaország része lett, amelyet a város lakóinak 20 000 támogató és 200 ellenző szavazat is legitimált.
1864-ben megépült az első vasútvonal a városba. A vasútállomás és az új építkezések a Paillon folyó túlpartján történtek, ezért a történelmi városmag érintetlen maradt.
A város kedvező éghajlatának köszönhetően az angol arisztokrácia kedvelt üdülőhelyévé vált, olyannyira, hogy 1851-ben Alexandre Dumas így vallott: „Nizza alapvetően egy angol város, ahol azért olykor egy-egy honfitársunkkal is találkozhatunk”. Az angolok mellett hamarosan az európai arisztokrácia, az orosz cár és Viktória brit királynő kedvelt üdülő és téli tartózkodási helyévé vált. 1890-ben mintegy 22 000 vendég töltötte itt a telet, 1910-ben pedig már 150 000. A munkások között számottevő volt az olasz.

### Első világháború
Az 1914 augusztusában kitört járvány súlyos csapást mért a helyi gazdaságra. Az első világháború hatására 1914–1915. évi szezon is rosszul alakult, a munkanélküliség megnőtt. A turisták helyett sérült katonákat és menekülteket látott el a város. A világháború végén 1917–1918 tele alakult először idegenforgalmilag kedvezőbben. A város 3665 hősi halottat veszített a háborúban, a helyi gazdaság, az építőipar, virágkultúra és a vendéglátás romokban hevert, sztrájkok és munkanélküliség jellemezte a mindennapokat. A háborút követően a város népessége aztán jelentősen megnő: 1921-ben 155 000, 1936-ban már 240 000 fő élt itt.
A lassú fejlődést a nagy gazdasági világválság törte meg és ismét a munkanélküliség okozott feszültségeket. A politikai harcok a szélsőségesek között kiéleződtek.

### Második világháború
1934-től a szélsőbal és szélsőjobb mind többször csapott össze a városban. 1940. június 10-én Olaszország hadat üzent Franciaországnak, válaszul letartóztatták a Nizzában élő olasz fasisztákat. Szeptembertől a város irányítása a Vichy-kormány bábállama alá került.
A zsidókat először a drancyi gyűjtőtáborba, majd Auschwitzba deportálták: ma emléktábla emlékezik a Hotel Excelsior előtt az elhurcoltakra.
1942. november 11-től az olasz hadsereg elfoglalta a várost, majd Franciaország délkeleti része is irányításuk alá került. Az elfoglalt területeken Angelo Donati olasz zsidó bankár és Père Marie-Benoît kapucinus atya megakadályozták a Vichy-kormány antiszemita törvényeinek alkalmazását.
A város megszállása ellen halálos áldozatokkal járó ellenállási mozgalom bontakozott ki és tartott a háború végéig. Olaszország 1943. szeptemberi kapitulációjával véget ért az olasz megszállás. Helyette a hatalmat a németek vették át és folytatták a több ezer embert érintő deportálásokat. Sok szervezet és civil segítette a zsidók mentését. Moussa Abadi, Paul Rémond püspök segítségével 527 gyermek életét mentette meg.
1944. május 26-án az amerikaiak bombázták a várost, amelynek mérlege 308 halott, 499 sebesült és 5600 hajléktalan volt. A gazdaság romokban hevert, és 1944 nyarán éhínség tombolt.
A felszabadító csapatok közeledtével 1944. augusztus 28-án nagyszabású felkelés bontakozott ki. Az utcai harcokban náci oldalon 25 ember esett el és 105-en kerültek fogságba, az ellenállók 31 halottat és 280 sebesültet számláltak. Az amerikai ejtőernyősök augusztus 30-án érkeztek meg. Megkezdődtek a letartóztatások és 1944. augusztus 28. és szeptember 30. között 30 náci-szimpatizánst kivégeztek. A második világháborút a város megszenvedte, 1944 május 26. és augusztus 28. között 1868 épület megsemmisült vagy megrongálódott. A lakosság 30 000 fővel 193 628-ra csökkent.
A háború után jelentős fejlődés következett be, amely a helyi gazdaság erősítésére és a turizmus újjáélesztésére alapozódott. Az 1960-as évektől épült a Városi Színház, a Modern Art Múzeum és a Kortárs Művészeti Múzeum, az Akropolisz-palota. Az 1980-as éveket a korrupciós problémák jellemezték. A város pénzügyei rendezetlenek voltak egészen az 1990-es években felállt új városvezetésig.
A népesség ugrásszerűen megnőtt és 1968-ra 330 000 fő lett. Sokan érkeztek a francia Algériából 1962-ben. 1975. óta stagnál a lakosság száma: 340 000 és 350 000 fő között. A kedvező éghajlat miatt jelentős számban települnek ide nyugdíjasok.
A város gazdasági szerkezete is átalakult az elmúlt évtizedekben. A turizmus és szolgáltatások fejlesztésével párhuzamosan a gyáripari egységek elhagyták a várost. Az építő- és szolgáltatóipar a legjelentősebb ipari ágazatok a városban. Nizza az életminőség javítására törekszik. Közlekedési szempontból hátrányos, hogy kapcsolata Marseille és Toulon felé rosszabb, mint Torino és Genova irányába.

## Nizzai virágkarnevál

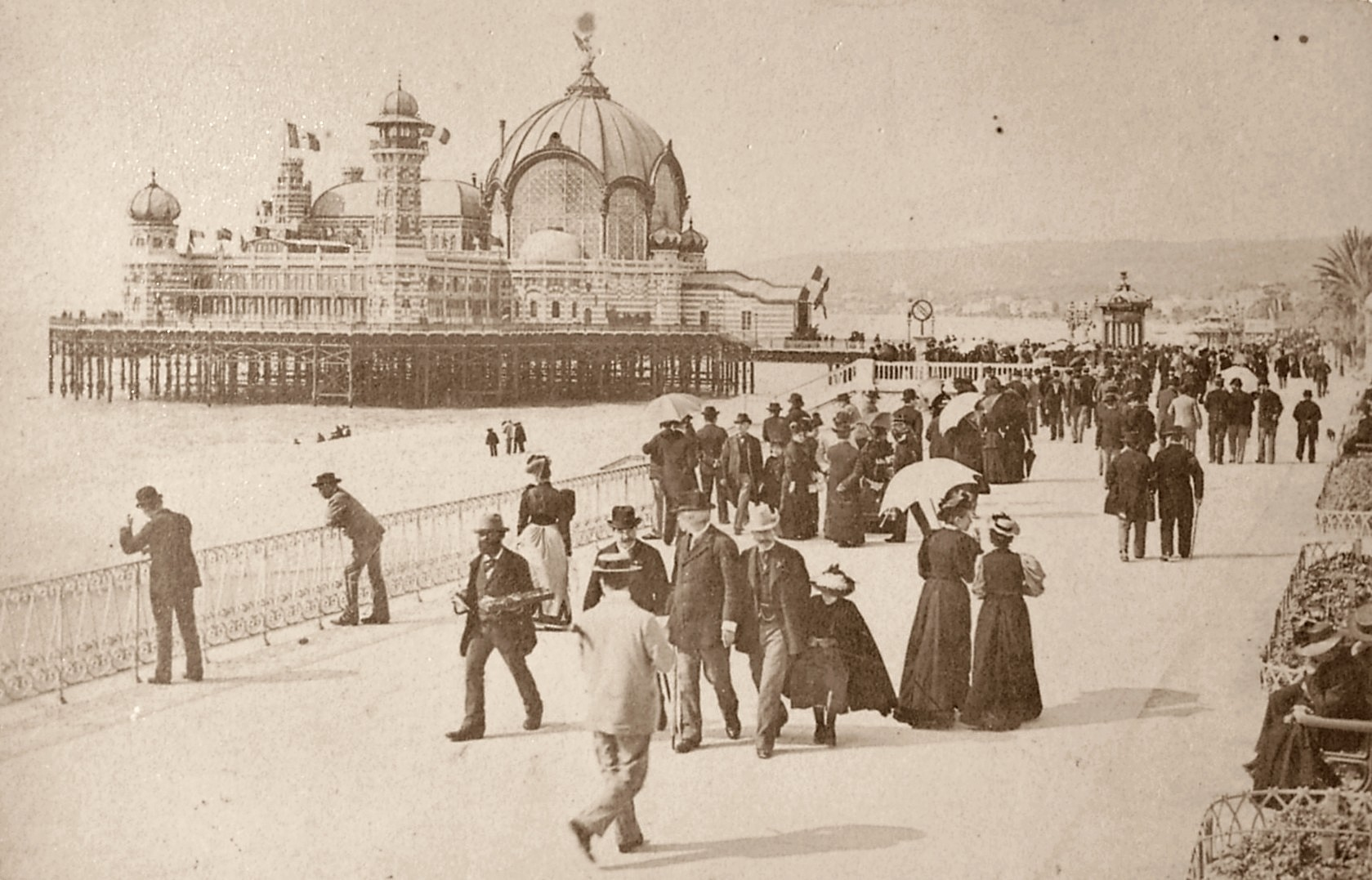
Promenád a 20. század elején

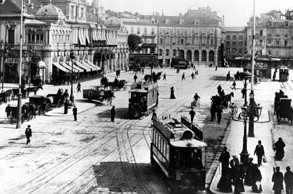
A város a 20. század elején

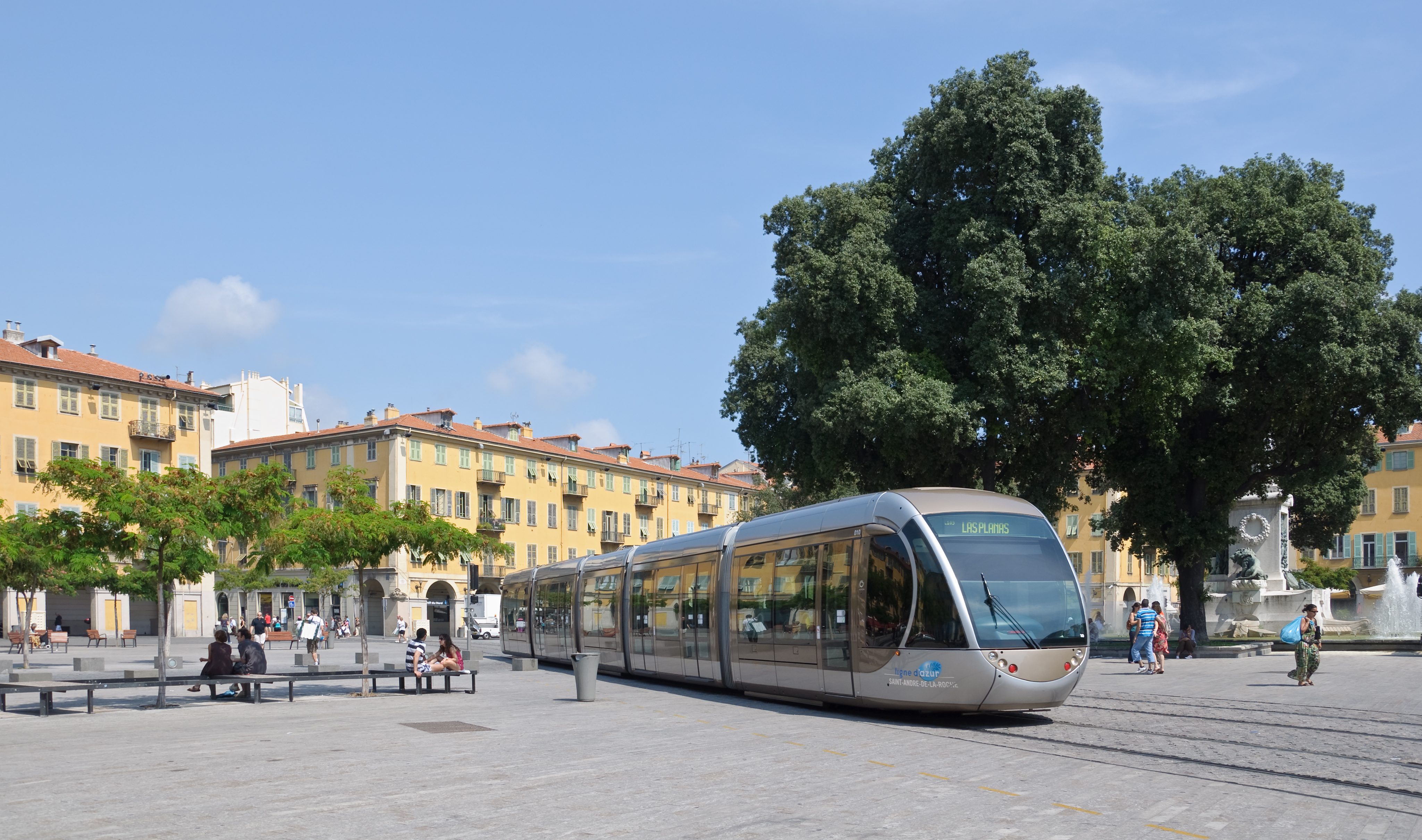
Ligne d’Azur – újraindított villamos

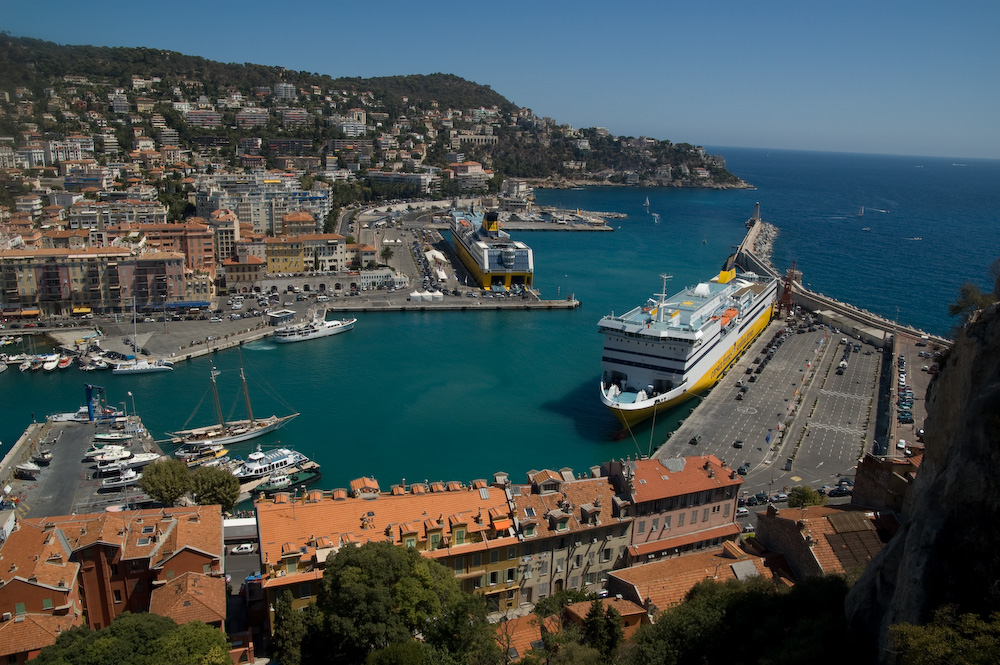
Korzikai hajójárat a kikötőben

A karneváli király először 1873. február 23-án érkezett a városba, ez volt a Nizzai karnevál születésnapja. A karneváli király érkezése egyben a nyitánya a tél végén tartott kéthetes ünnepségnek. Az első virágcsatát -Bataille de Fleurs- 1876-ban tartották az Angol sétányon. A virágcsata mára inkább virágparádévá alakult. A karnevál évente változó témát dolgoz fel és ezt mutatja be a 15-20 kocsiból és 150 óriás bábból álló menet. A díszítéshez használt számos virág közül a minoza, gerbera, liliom dominál. 2014-ben a gasztronómia volt a fő témakör, 2015-ben a zene lesz. Az utcákon 1000 táncos és művész ad műsort a világ minden tájáról. A eseményt meglátogatók száma eléri az 1.2 milliót.

### A karnevál a szépirodalomban
- A nizzai virágkarneválon játszódik Móra Ferenc Virágcsata az ismeretlen katonával című elbeszélése (megjelent a Túl a Palánkon című kötetben).

## Anissartszínház
A Nizzai Grófságot véglegesen 1860-ban annektálta Franciaország, innen datálódik a kulturális különállás igényének megfogalmazása.
Az alapműnek számító „Lou Presepi Nissart” („La Crèche niçoise”, „Nizzai karácsony”) egyfajta hagyományos karácsonyi pasztorál, melyet 1922-ben alkalmazott színpadra „Lou Nouvé, o Sia lou pantai” („Le Noël, ou Que soit le rêve”) címen Gustav-Adolph Mossa (1883-1971) és a színész Barthélemy Marengo (1882-1935), a „Compagnia nissarda de théâtre dialectal” alapítója.
Körülbelül ez tekinthető a nissart színház (théâtre niçois/teatro nissart) születési dátumának.
A mai társulatok jellemzően két vagy vegyes nyelven játszanak.
Jelentősebb társulat a Lou Roudou és a Barba Martin Antibes-ban.

## Testvérvárosi kapcsolat
Nizza 1969 óta többek között Szeged testvérvárosa.

## Híres emberek
- Itt született 1848-ban Eugène-Melchior de Vogüé francia író, irodalomtörténész, a Francia Akadémia tagja
- Itt született 1807-ben Giuseppe Garibaldi olasz szabadsághős
- Itt halt meg Albert Reiß (1870–1940) német operaénekes
- Tina Turner egyik háza itt található
- Itt született és lett eltemetve Jules Bianchi autóversenyző

## Közlekedés

### Közúti
A város és térsége az A8-as autópályán érhető el. Az autópályának 6 csomópontja van a város területén. Az autópálya Var és Nizza közötti szakaszát naponta 230.000 jármű használja, egyike a legsűrűbb forgalmú autópályának Franciaországban.
A Promenade des Anglais úton naponta 100.000 jármű halad el.
A becslések szerint 310.000 ember ingázik a városba naponta, azonban a városi közlekedés nem kielégítő. Az úthálózat telített, és a domborzati adottságok miatt ennek javítása komoly feladat.
A forgalom azonban évente 5%-kal növekszik a Côte d'Azur-n, és a kapacitás végét 2015-re eléri. Ezért tartják fontosnak a tömegközlekedés fejlesztését és az úthálózat bővítését.

### Légi
A városközponttól hét kilométerre nyugatra, a város központjában a nemzetközi – Aéroport Nice Côte d’Azur – Nizzai repülőtér, amelynek 2011-ben 10,4 millió utasa volt. Ezzel a harmadik legnagyobb repülőtere Franciaországnak.

### Vízi
Menetrend szerinti járatok közlekednek Korzika szigetére. A kikötő mellett ugyanakkor kisebb vitorlás és jacht kikötők is létesültek.

### Vasúti
A város a távolsági hálózati vasúti rendszerét SNCF üzemelteti. A távolsági vasútállomás Gare de Nice-Ville a város központjában fekszik. A keskeny nyomtávú vasút a város és a Digne-les-Bains között közlekedik, érintve az agglomerációt. Az üzemeltető cég Chemins de fer de Provence.
A város paradox módon jobban kapcsolódik Párizs felé, mint a közeli Marseille és Genova (két óra vonattal), ami megakadályozza a fejlődését és visszaveti vonzerejét. A TGV hálózat bővítésével várhatóan 2030 után Párizsba Marseille és Toulon érintésével fog nagysebességű vonat közlekedni.

### Közösségi közlekedés
Az első villamos 1900-ban született. A teljes hálózat 1910-ben villamosították. 1920-ban a hálózat 11 útvonalra kibővült és a tágabb térségben helyi érdekű vasútként, vagy csak szállításra szolgált. 1927-ben megindult az autóbusz-közlekedés is. Az utolsó villamos 1953. január 10-én közlekedett.
A város és a túlterhelt városközpont súlyos közlekedési problémáira azonban igazi válasz nem született. 1987-ben megjelent az első tanulmány a közlekedés fejlesztésére. 1997-ben a városvezetés előkészítette a villamos bevezetésének lehetőségét. A villamosra azért esett választás, mert megbízható, olcsóbb egy metrónál, mégis független a közúti közlekedéstől. A kivitelezése 2003-ban kezdődött és 2007. november 24-én zárult. Az ún. kék vonalat 2011-ben 65–70 000 ember vette igénybe naponta.
Az 1-es villamos az északi és a keleti városrészt köti össze. A 2-es villamos a kikötő és a repülőtér között fog közlekedni. Eredetileg 2012-re készült volna el, azonban akkor az építkezés még el sem kezdődött. 2018. június 30-án a Cadam és Magnan közötti első szakasza végül megnyílt. A 3. vonal a TGV vasúthoz kapcsolódóan létesülne részben föld alatti szakaszokkal.
A villamos fejlesztésével párhuzamosan futó autóbuszvonalak megszűntek.

## Virágfelvonulás

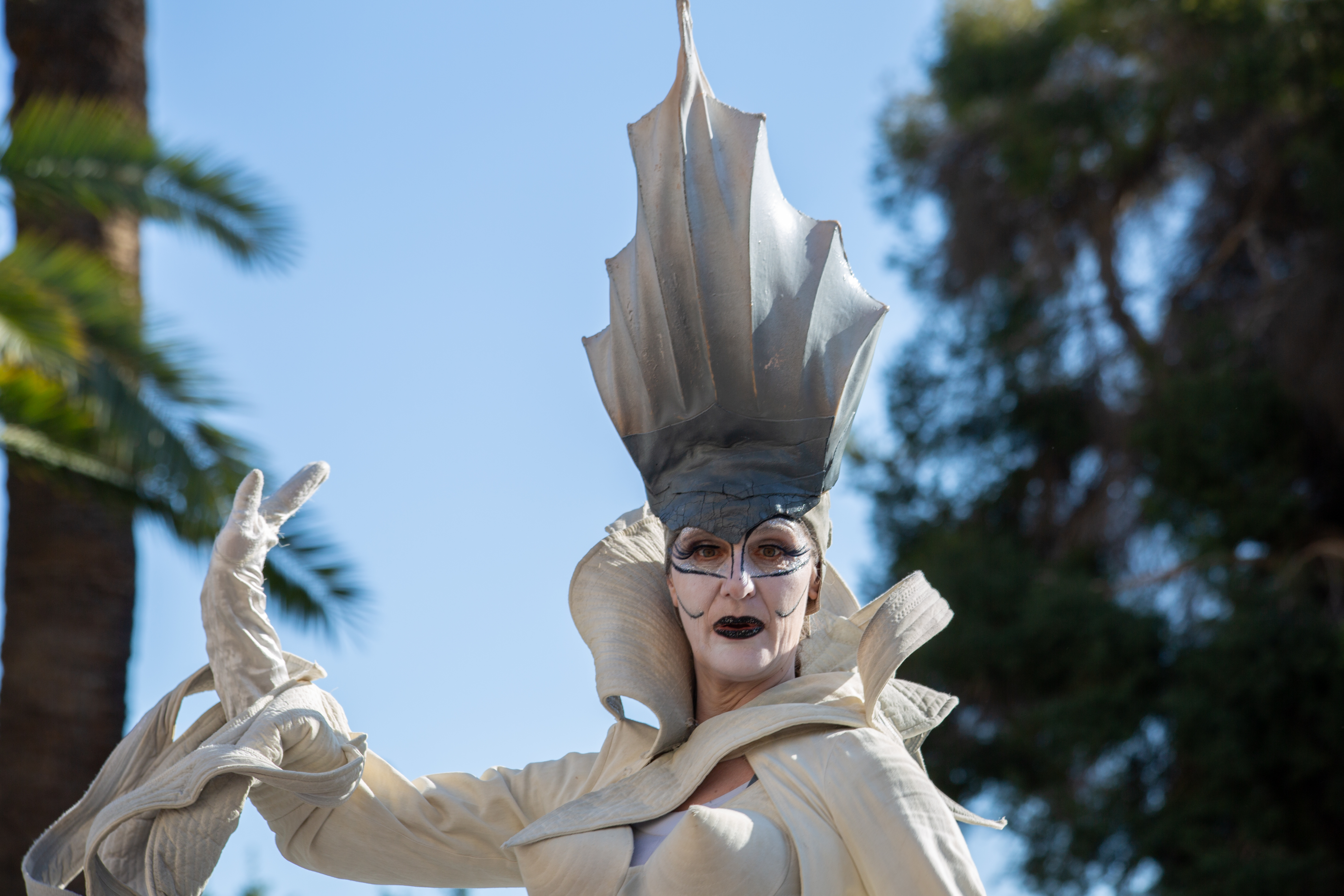
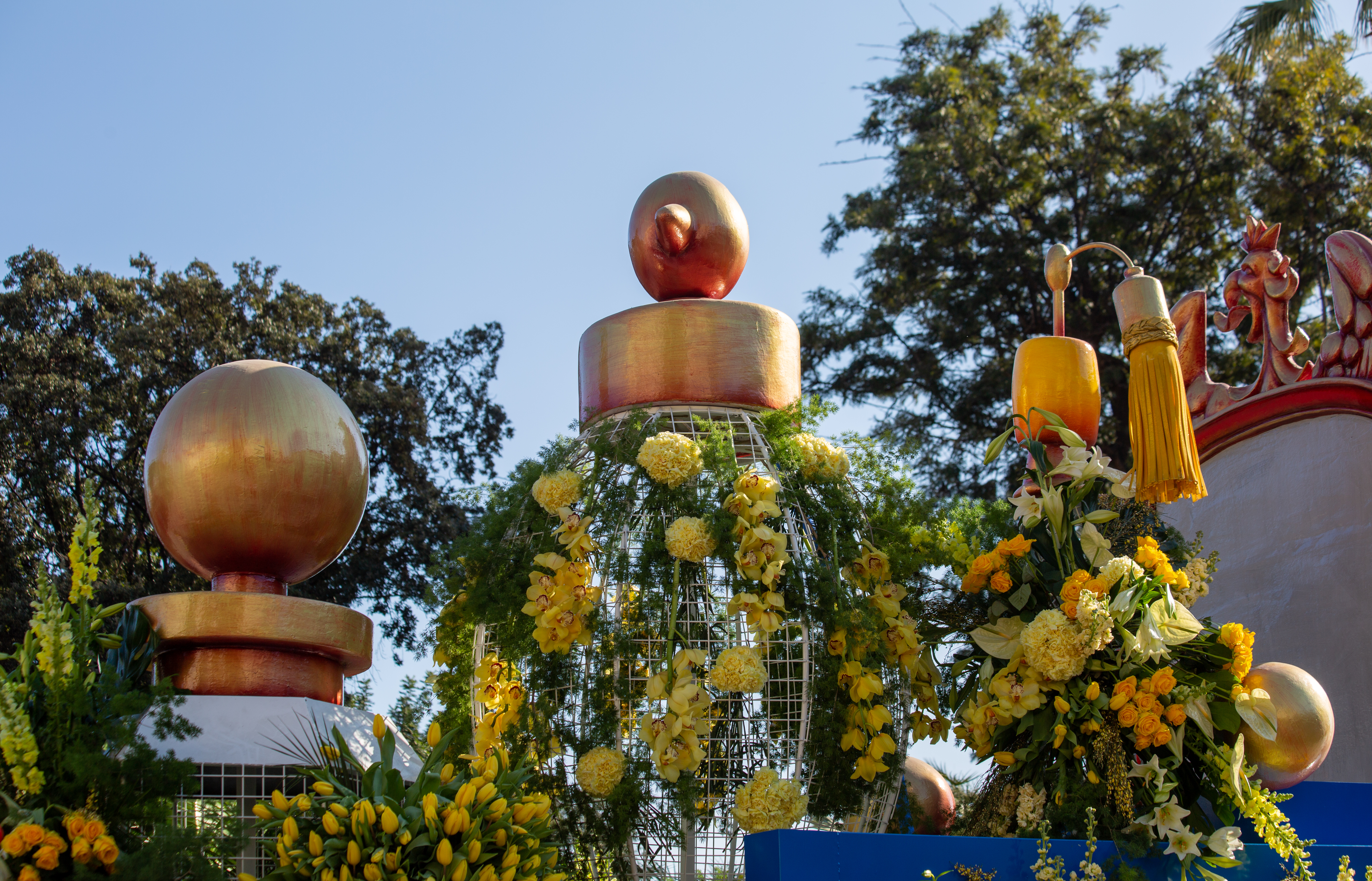
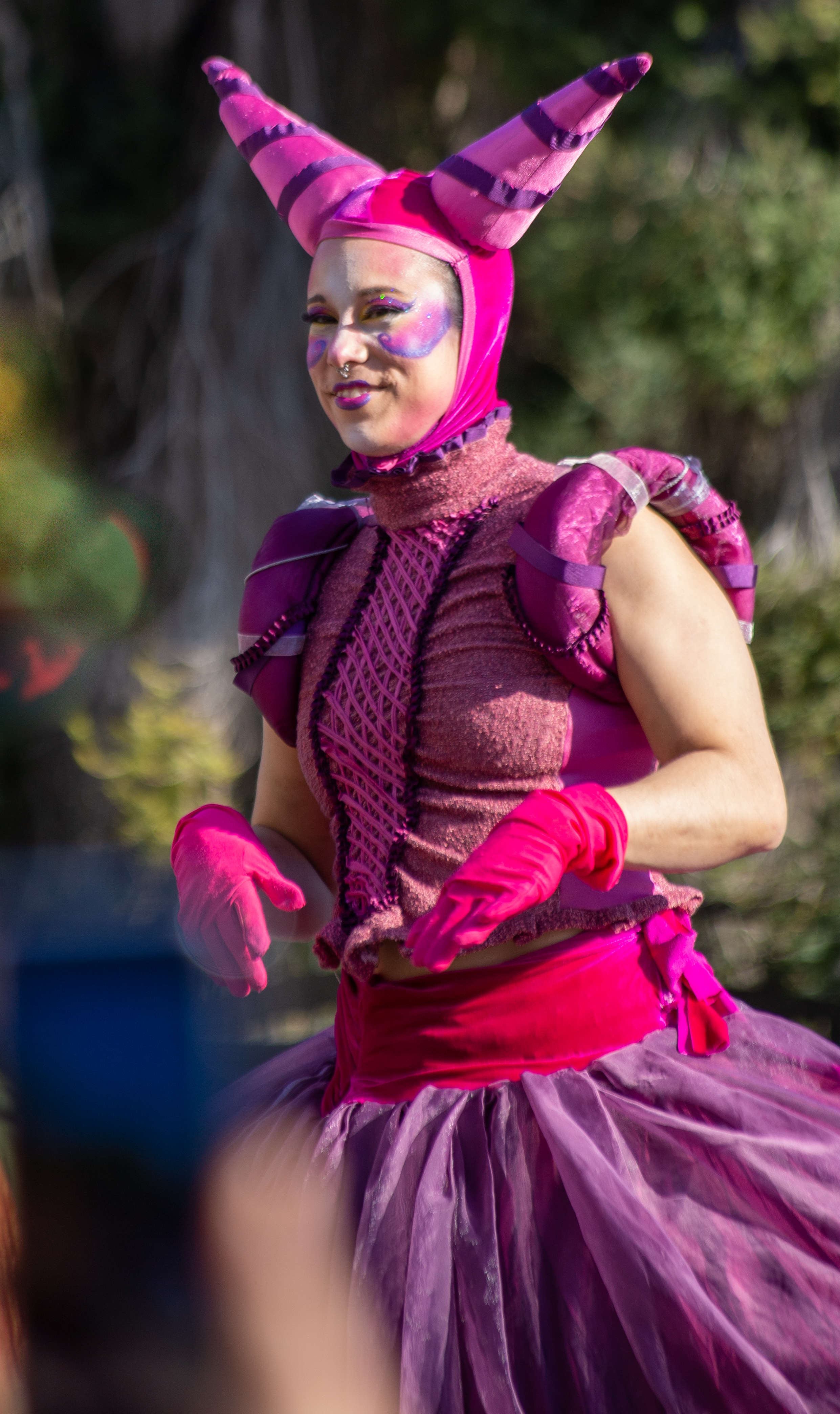
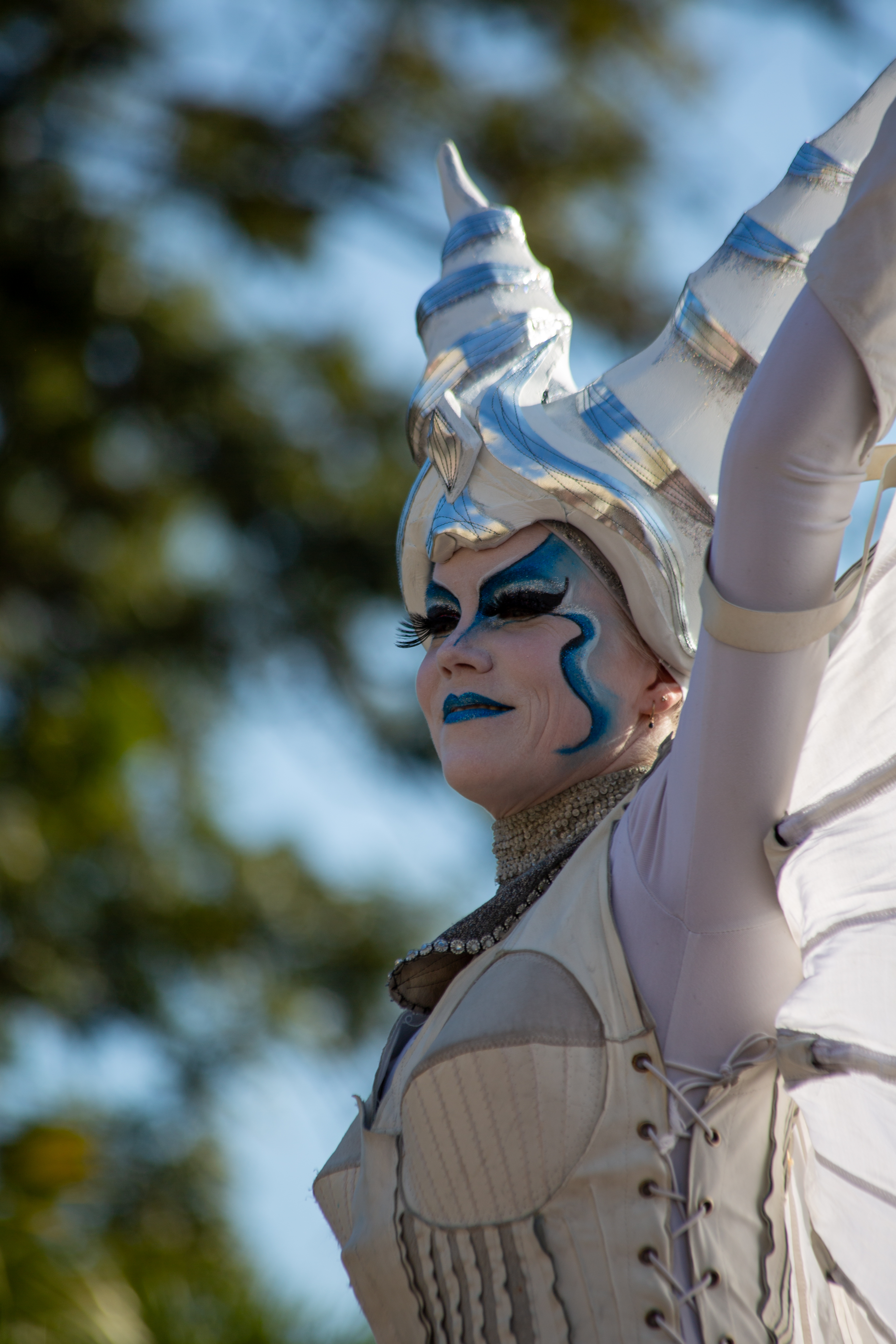
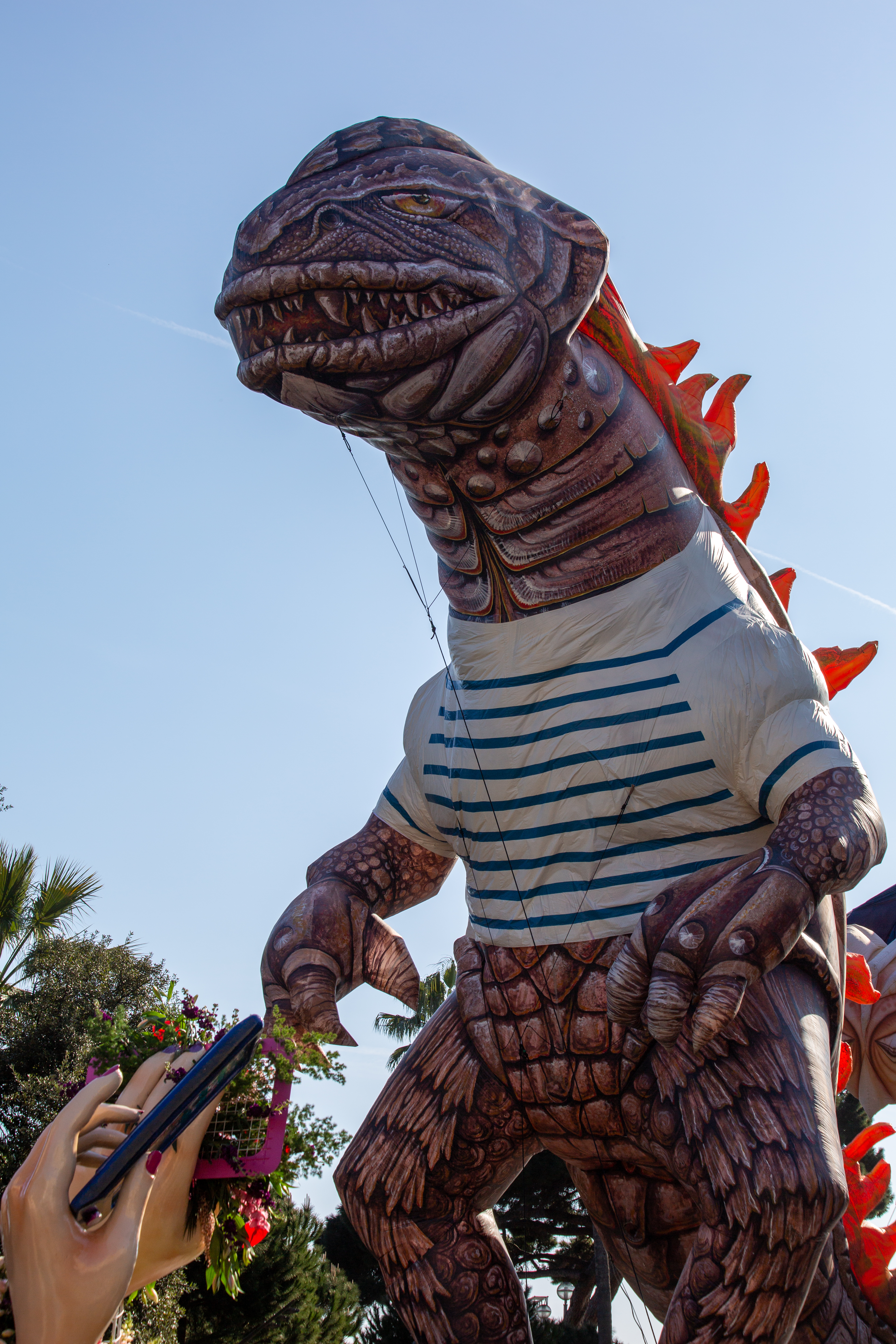
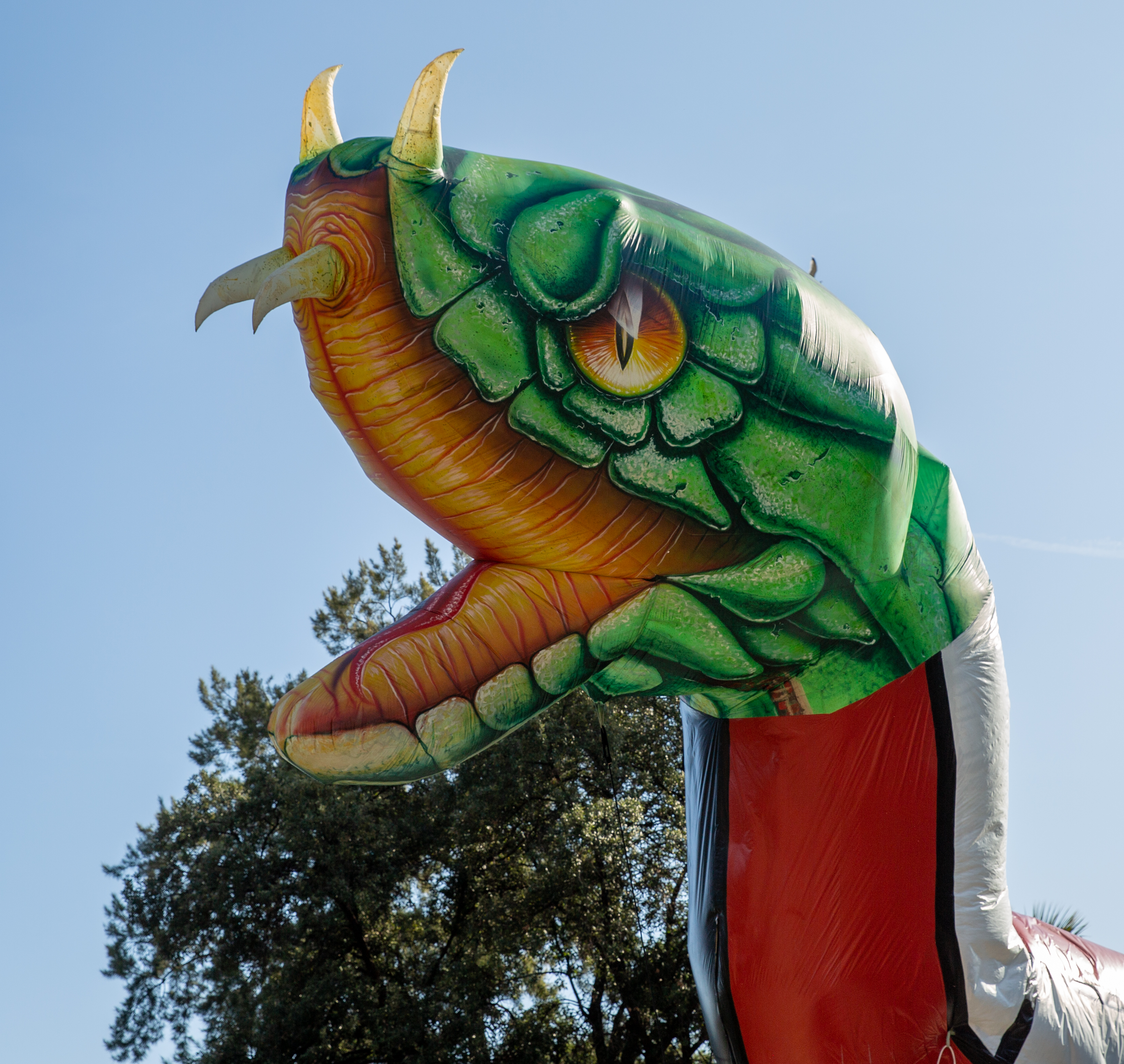
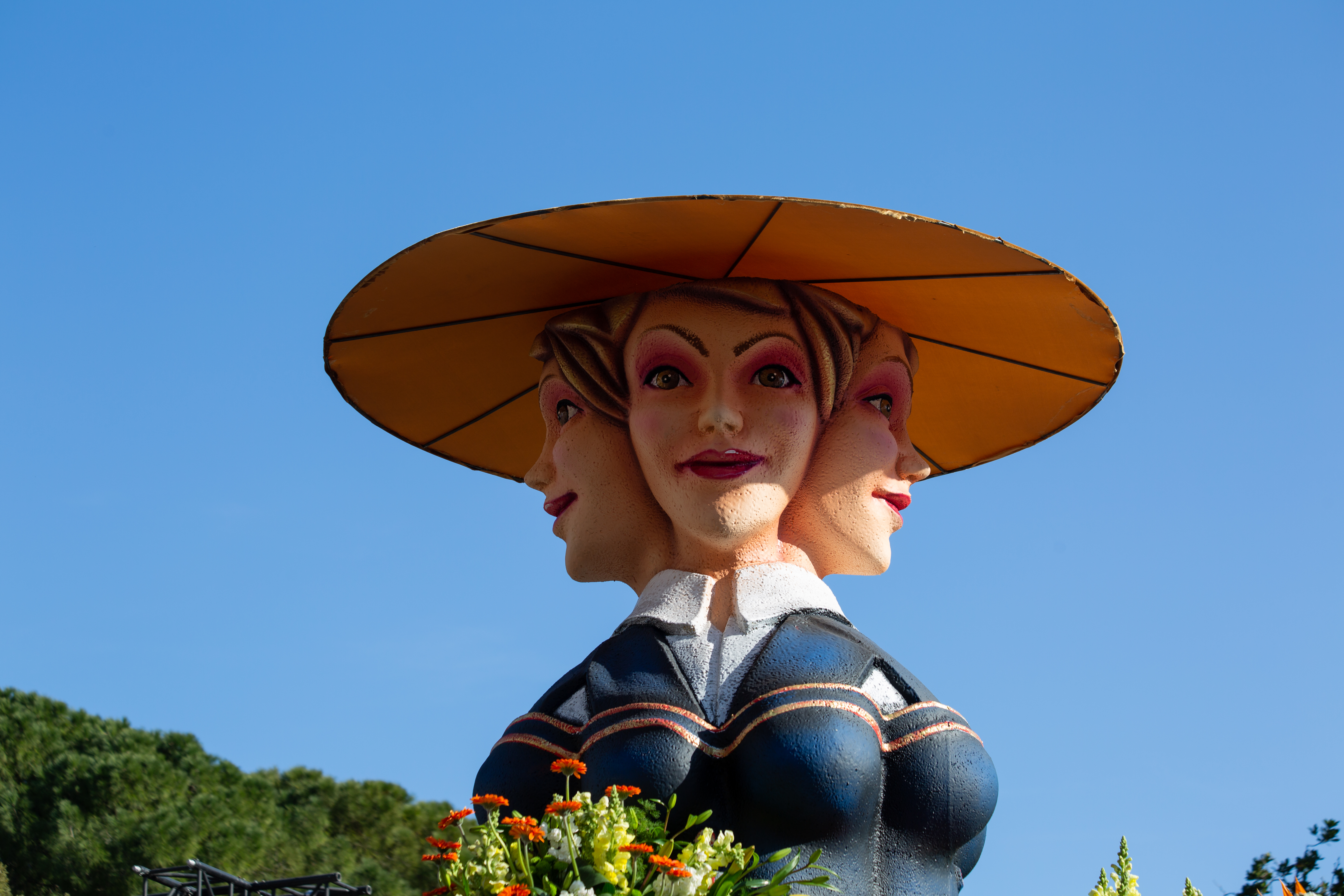
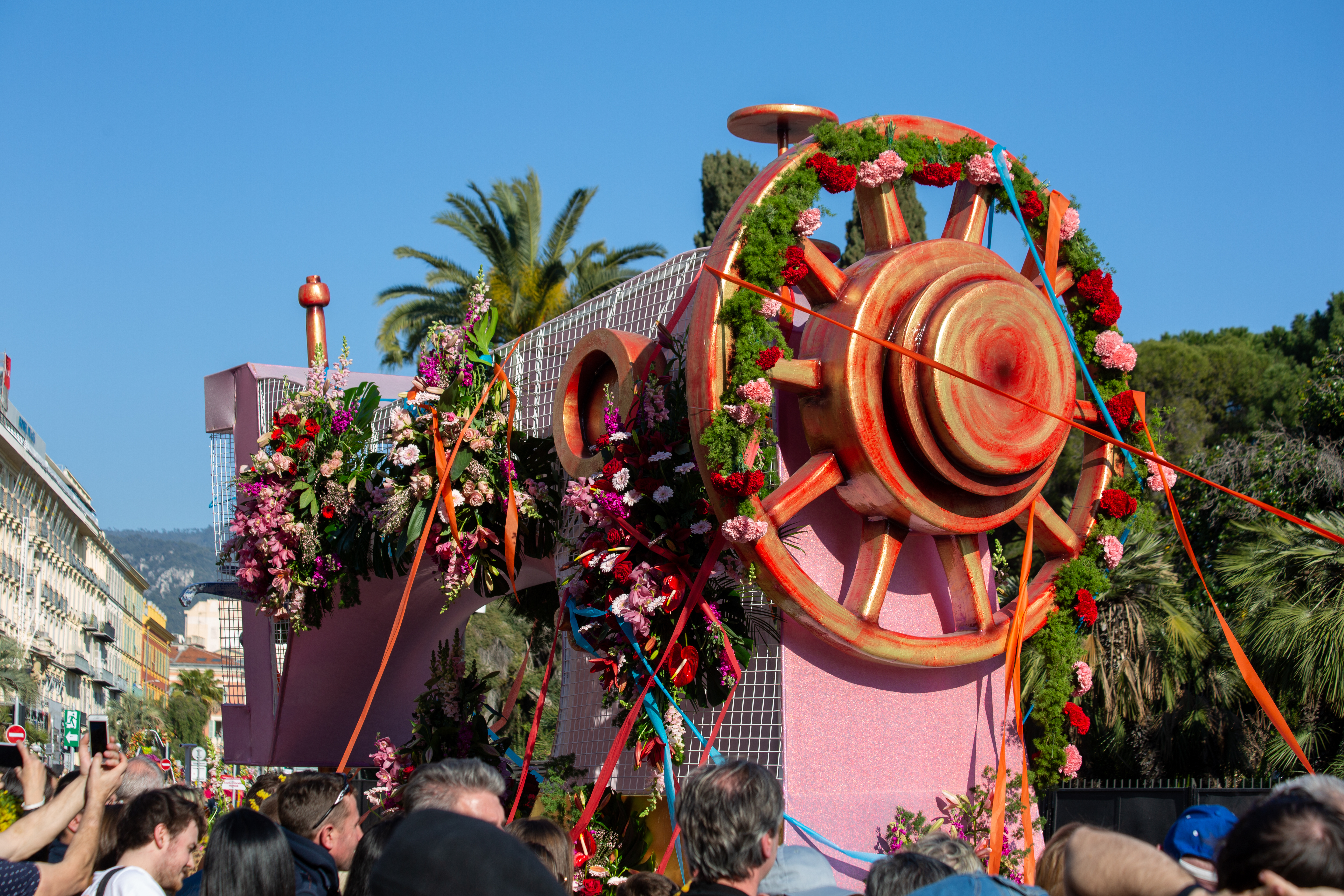
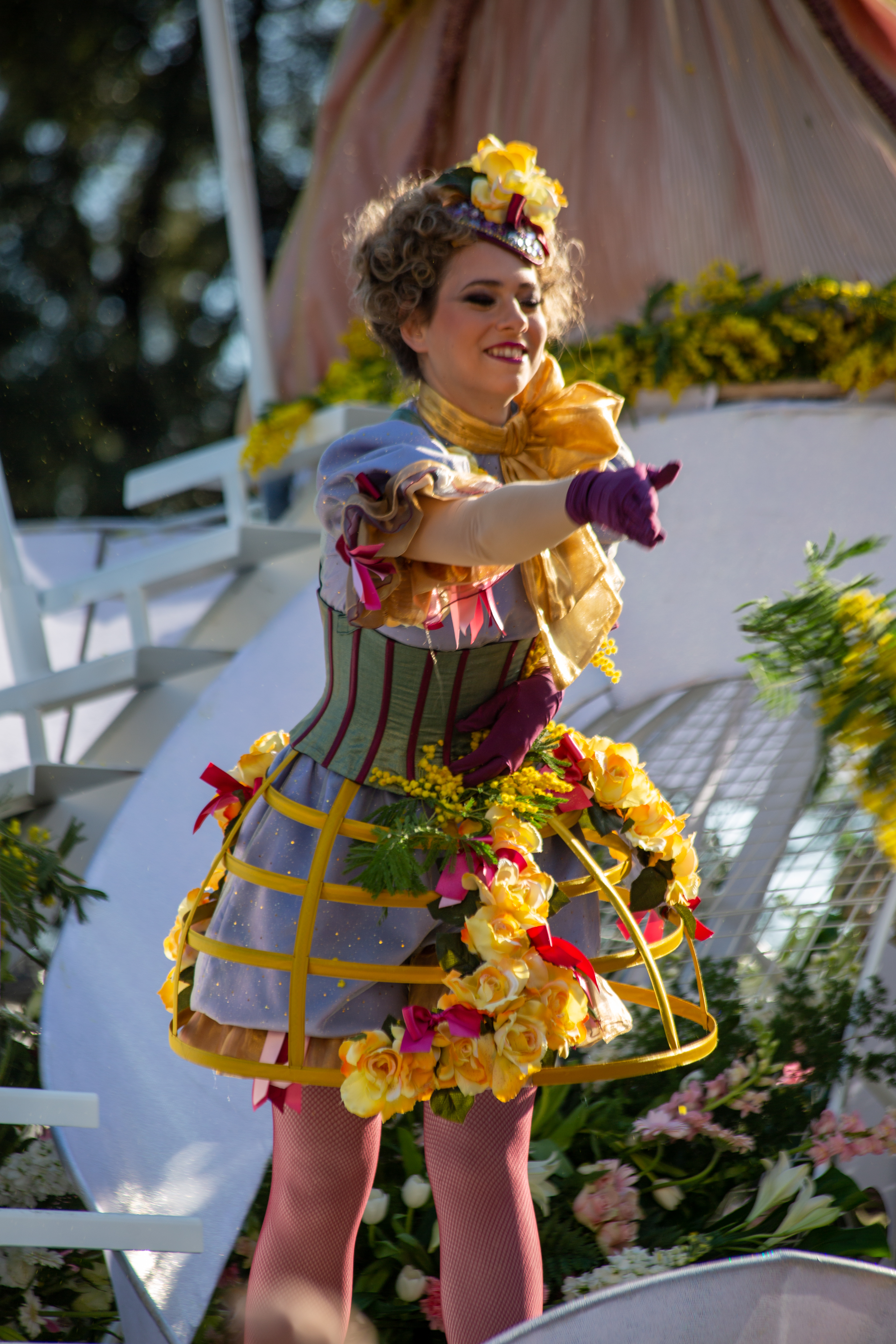

## Oktatás
- EDHEC Business School
- EPITECH
- ISEFAC Bachelor

## Fordítás
- Ez a szócikk részben vagy egészben a Nizza című német Wikipédia-szócikk ezen változatának fordításán alapul.  Az eredeti cikk szerkesztőit annak laptörténete sorolja fel. Ez a jelzés csupán a megfogalmazás eredetét és a szerzői jogokat jelzi, nem szolgál a cikkben szereplő információk forrásmegjelöléseként.
- Ez a szócikk részben vagy egészben a Histoire de Nice című francia Wikipédia-szócikk ezen változatának fordításán alapul.  Az eredeti cikk szerkesztőit annak laptörténete sorolja fel. Ez a jelzés csupán a megfogalmazás eredetét és a szerzői jogokat jelzi, nem szolgál a cikkben szereplő információk forrásmegjelöléseként.